# Aeroportul Arraias
Aeroportul Arraias (în portugheză braziliană Aeroporto de Arraias) (IATA: AAI, ICAO: SWRA) este un aeroport din Tocantins, Região Norte do Brasil⁠(d), Brazilia ce deservește zona Arraias. A fost numit după zona deservită.
Situat la o altitudine de 586 m, aeroportul dispune de 2 piste.

## Infrastructură

### Piste
Aeroportul dispune de 2 piste. Pista 15/33 are suprafața de asfalt și dimensiunile 1.500 m × 45 m. Pista 02/20 are suprafața de pietriș și dimensiunile 1.000 m × 18 m. 